# Konstanty Jodko
Konstanty Jodko (ur. 1797? w Jozdach, zm. 13 lutego 1876 w Warszawie) – podpułkownik wojsk Królestwa Polskiego, inżynier hydrolog, naczelny inżynier Warszawy.

## Życiorys
Urodził się prawdopodobnie w 1797 w lubelskiej wsi Jozdy, w rodzinie Leonard herbu Lis i Barbara z d. Bubczewska. Po ukończeniu szkół w 1812 wstąpił do batalionu saperów wojsk księstwa warszawskiego i w 1815 rozpoczął naukę w Szkole artyleryjsko-inżynierskiej. W 1817 roku został mianowany konduktorem w korpusie inżynierów, dwa lata później podporucznikiem, a w 1823 roku porucznikiem w tym samym korpusie.
Brał udział w budowie kanału augustowskiego i kierował budową śluzy Sosnówek i śluzy Augustów oraz uczestniczył w pracach modernizacyjnych twierdzy Zamość. Został wyznaczony do udziału w wojnie w Turcją i jako inżynier zasłużył się w czasie oblężenie oblężenia Silistry. Odznaczony został orderem Świętej Anny, Znakiem honorowym za 25 lat nieskazitelnej służby i awansowany do stopnia kapitana.
Uczestniczył w powstaniu listopadowym i jako inżynier budownictwa zbudował most i dojazd do niego pod wsią Potycz. W sierpniu 1830 dostał awans na stopień podpułkownika.
Zatrudniony został jako inżynier cywilny i prowadził prace związane z regulacją Wisły. W 1841 opracował plan regulacji rzeki między Warszawą a Modlinem. W 1855 otrzymał urząd starszego inżyniera a od 1861 był naczelnym inżynierem Warszawy. Dzięki jego pracy zostało wprowadzone gazowe oświetlenie ulic w 1856, miejskie bruki z kostki kamiennej w 1861 i pierwsza linia tramwaju konnego w 1866. W 1865 brał udział w wyznaczeniu punktu zerowego Wisły.
Żonaty był z Józefiną z d. Sokołowska, i miał dwoje dzieci, Józefa i Wandę. Zmarł w Warszawie 13 lutego 1876 i pochowany został na cmentarzu Powązkowskim.